# Adib Khorram
Adib Khorram  (* 12. April 1984 in Kansas City, Missouri) ist ein US-amerikanischer Grafik-Designer und Jugendbuchautor.

## Leben und Werk
Khorram wuchs als Sohn einer US-amerikanischen Mutter und eines iranischen Vaters in Kansas City, Missouri auf, wo er auch heute wieder lebt. Er studierte Grafik-Design sowie Theater- und Veranstaltungstechnik  mit dem Schwerpunkt Lichttechnik an der Southern Illinois University in  Edwardsville, Illinois. Bis 2020 arbeitete er im Bereich der Veranstaltungsbranche.

## Auszeichnungen
Sein Debütjugendroman Darius der Große fühlt sich klein berührt die Themenfelder multikulturelle Identität, Coming-out  und klinische Depression. Das Buch wurde mit folgenden Preisen ausgezeichnet: William C. Morris Debut Award, the Asian/Pacific American Award for Young Adult Literature,  a Boston Globe-Horn Book Honor.

## Bibliografie
- Darius the Great Is Not Okay, Dial Books, New York, ISBN 978-0-52555-297-0
  - Darius der Große fühlt sich klein, Lago Verlag, München, 2020, ISBN 978-3-95761-196-3
- Darius the Great Deserves better, Dial Books, New York, 2019, ISBN 978-0-59332-452-3
  - Darius der Große verdient mehr, Lago Verlag, München, 2021,  ISBN  978-3-95761-200-7
- Seven Special Somethings. A Nowruz Story, Dial Books, New York, 2021, ISBN 978-0-59310-826-0
- Kiss & Tell, Dial Books, New York, 2022, ISBN 978-0-59332-526-1